# Penna bianca

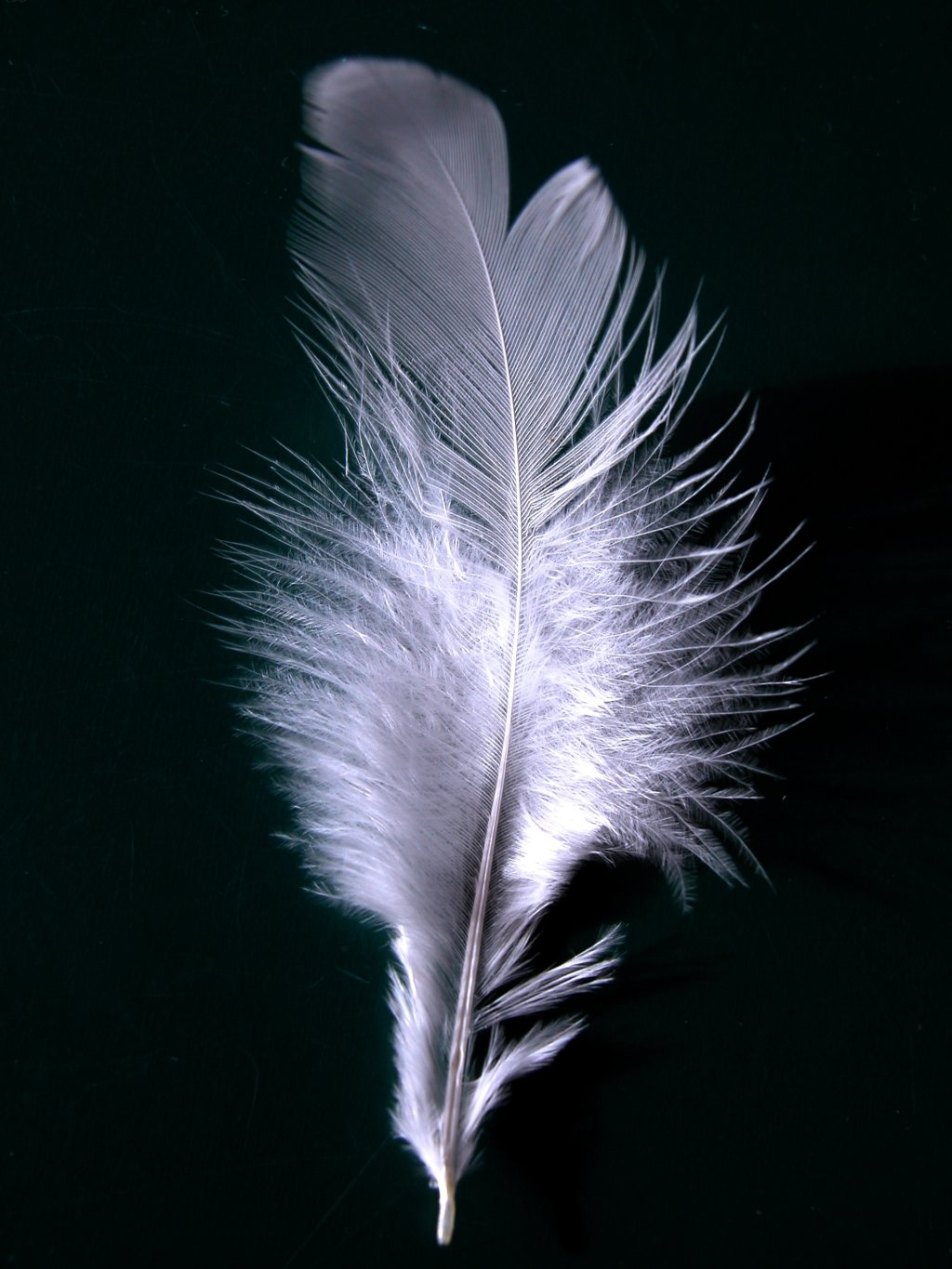
La penna bianca è stata utilizzata in passato come un segno di codardia.

La penna bianca è stata un antico simbolo di vigliaccheria, usato e riconosciuto soprattutto all'interno dell'esercito britannico e nei paesi dell'Impero britannico dal XVIII secolo, specialmente da parte di gruppi patriottici, ma anche da parte di femministe, per indurre alla vergogna gli uomini che non erano soldati. Ha avuto anche significato opposto: in alcuni casi era simbolo di pacifismo, e negli Stati Uniti, di straordinario coraggio ed eccellenza nel combattimento di precisione.

## Simbolo di codardia
Come simbolo di codardia si suppone che la piuma bianca derivi dal combattimento di galli dove credenza popolare ritiene che il gallo con una piuma bianca sulla coda sia di scarsa qualità nel combattimento. I galli allevati con lo scopo di combattere non hanno questa caratteristica penna bianca, quindi la sua presenza viene ritenuta indicatore di bassa qualità nell'animale al fine della lotta.

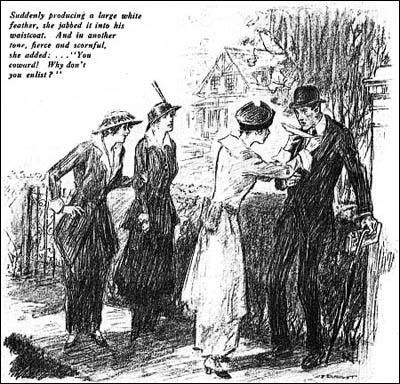
Raffigurazione di un gruppo di donne che distribuisce una penna bianca come simbolo di vigliaccheria

### Prima guerra mondiale
Nell'agosto del 1914, all'inizio della prima guerra mondiale, l'ammiraglio Charles Fitzgerald fondò l'Ordine della Piuma Bianca con il sostegno di una famosa autrice, Mary Augusta Ward. L'organizzazione mirava a far vergognare gli uomini e a convincerli ad arruolarsi nell'esercito britannico persuadendo le donne a marchiare questi con una penna bianca se non indossavano un'uniforme.
A questo ordine si unirono alcune eminenti femministe e suffragette dell'epoca, come Emmeline Pankhurst e sua figlia Christabel Pankhurst. Esse, oltre a distribuire le piume, hanno esercitato pressioni affinché venisse istituita una leva universale obbligatoria, che includesse coloro che non avevano diritto di voto perché troppo giovani o perché non possedevano proprietà.
Mentre la vera efficacia di questa campagna è impossibile da giudicare, si diffuse comunque in molte altre nazioni dell'Impero. In Gran Bretagna iniziò a causare problemi al governo quando funzionari pubblici e uomini in occupazioni essenziali furono messi sotto pressione per arruolarsi. Ciò spinse il ministro degli Interni, Reginald McKenna, a rilasciare agli impiegati nelle industrie statali dei distintivi che recitavano "King and Country" per indicare che anche loro stavano scontando lo sforzo bellico. Allo stesso modo, la Silver War Badge, consegnata al personale di servizio che era stato congedato con onore a causa di ferite o malattie, fu emessa per la prima volta nel settembre 1916 per impedire che i veterani venissero sfidati poiché non indossavano la divisa. Gli aneddoti del periodo indicano che la campagna non era vista di buon occhio tra i soldati - non ultimo perché i soldati che erano in congedo potevano trovarsi con le piume.
Uno di questi era il soldato semplice Ernest Atkins che era in congedo dal Fronte Occidentale. Era su un tram quando gli venne presentata una piuma bianca da una ragazza seduta dietro di lui. Ernest la colpì sul viso con il suo libro paga dicendo: "Stanne certa, porterò la tua piuma ai ragazzi di Passchendaele: sono in borghese perché la gente pensa che la mia divisa sia una cosa schifosa, ma se l'avessi avuta addosso non sarei stato schifoso la metà di quanto lo sei tu."
Il soldato Norman Demuth, che era stato dimesso dall'esercito britannico dopo essere stato ferito nel 1916, ricevette numerose penne bianche dopo essere tornato dal Fronte Occidentale, e decise che se le donne che le distribuivano fossero state maleducate con lui, lui sarebbe stato altrettanto scortese con loro. Una delle ultime piume che ricevette gli fu presentata mentre viaggiava su un autobus, da una signora seduta di fronte a lui. Questa li consegnò la piuma dicendo: "Ecco un regalo per un soldato coraggioso". Demuth rispose, "Grazie mille - ne volevo una di quelle." Poi usò la piuma per pulire la sua pipa, gliela restituì e disse: "Lo sa, non le ricevevamo nelle trincee". Successivamente gli altri passeggeri si arrabbiarono con la donna e cominciarono a urlare contro di lei, con grande divertimento di Demuth.
I sostenitori della campagna non si arresero facilmente. Una donna affrontò un giovane in un parco di Londra e chiese di sapere perché non era nell'esercito. "Perché sono tedesco", le rispose. Ricevette comunque una penna bianca.
Probabilmente uno degli usi più erronei di una penna bianca fu quando una di queste venne presentata al marinaio George Samson, che era in viaggio in abiti civili per un ricevimento pubblico in suo onore. A Samson era stata assegnata la Victoria Cross per il valore mostrato nella campagna di Gallipoli.
Roland Gwynne, in seguito sindaco di Eastbourne (1929-1931) e amante del sospetto serial killer John Bodkin Adams, ricevette una penna da una parente. Ciò lo spinse ad arruolarsi, e in seguito ricevette il Distinguished Service Order per il coraggio mostrato. Lo scrittore Compton Mackenzie, allora soldato in servizio, si lamentò delle attività dell'Ordine della Piuma Bianca. Sosteneva che queste "giovani donne idiote usano le penne bianche per liberarsi dei fidanzati di cui sono stanche". Il pacifista Fenner Brockway sostenne di aver ricevuto così tante piume bianche che aveva abbastanza da farne collezione.
La campagna di distribuzione delle penne bianche fu brevemente reintrodotta nella Seconda Guerra Mondiale.

### Nei media

#### The Four Feathers
Il romanzo d'avventura Le quattro piume (1902) di A. E. W. Mason racconta la storia di Harry Faversham, un ufficiale dell'esercito britannico, che decide di dimettersi dal suo incarico il giorno prima che il suo reggimento venga inviato a combattere in Sudan (la prima guerra del Sudan del 1882, che porta alla caduta di Khartoum). I tre colleghi di Harry e la sua fidanzata concludono che si sta dimettendo per evitare di combattere nel conflitto, e ciascuno gli manda una penna bianca. Ferito dalle critiche, Harry salpa in Sudan, si traveste da arabo e cerca l'occasione per riscattare il suo onore. Tenta ciò combattendo una guerra segreta per conto degli inglesi, salvando la vita di uno dei suoi colleghi nel processo. Al suo ritorno in Inghilterra chiede a ciascuno dei suoi accusatori di riprendersi una delle penne.
L'idealismo romantico del romanzo è stato popolare per oltre un secolo ed è stato alla base di almeno sette lungometraggi, il più recente dei quali è stato Le quattro piume (2002), con Heath Ledger. Fu anche parodiato nell'episodio di Dad's Army "The Two and a Half Feathers".

#### The White Feather
Cinque anni dopo P. G. Wodehouse ha pubblicato The White Feather, una storia scolastica sull'apparenza di vigliaccheria e gli sforzi compiuti da un ragazzo per riscattarsi tramite il combattimento fisico.

#### Lilies
Nella serie TV britannica di breve durata Lilies, il fratello dei protagonisti viene dimesso dall'esercito durante la prima guerra mondiale dopo che la sua barca è affondata e lui è uno dei pochi sopravvissuti. A lui vengono inviate e fatte ricevere numerose penne bianche, perché percepito come un vigliacco, questo gli causa delle allucinazioni dovute alla sofferenza psicologica, dove le penne lo soffocano. Il tema è ricorrente in tutta la serie.

#### To Serve Them All My Days
In questa produzione della BBC del 1980, David Powlett-Jones, nella parte del personaggio Tommy che soffre di PTSD come veterano, prende posizione in una scuola maschile. Sospettando che il collega insegnante Carter stia evitando il dovere di guerra, riflette: "Darei molto per sapere se ha davvero un ginocchio fuori uso", a cui risponde un collega acido, "Suppongo che non possiamo disporre di un paffuto cherubino che gli conferisca la piuma bianca " come mezzo per accusare il sospetto finto malato.

#### Birds of a Feather
In questo romanzo di Jacqueline Winspear, quattro ragazze si danno da fare per distribuire piume a giovani uomini non in uniforme, nel tentativo di farli vergognare perché si arruolino nell'esercito britannico nella Grande Guerra.

#### Downton Abbey
Nel primo episodio della seconda stagione di Downton Abbey alcune donne, presumibilmente membri dell'Ordine della Piuma Bianca, interrompono un concerto di beneficenza per distribuire piume bianche agli uomini che non si sono arruolati. Dopo aver visto questo comportamento offensivo, Robert Crawley, conte di Grantham, ordina loro con rabbia di andarsene.

#### Beneath Hill 60
Prima di unirsi alla guerra, Oliver Woodward, un minatore australiano, riceve diverse penne e afferma scherzando: "Ancora un paio di penne, e avrò un pollo intero".

#### Suffrajitsu: Mrs. Pankhurst's Amazons
In questo romanzo grafico del 2015, Christabel Pankhurst è raffigurata mentre incoraggia le donne a consegnare piume bianche ad ogni giovane uomo che vedono senza uniforme. Persephone Wright, la protagonista della storia e fino ad ora una strenua sostenitrice delle campagne di Votes for Women della Pankhurst, rifiuta l'idea su basi etiche, dicendo "un uomo che è stato costretto al servizio con l'umiliazione non è affatto un volontario".

#### Regeneration
In Regeneration di Pat Barker, il personaggio di Burns riceve due penne bianche durante il suo congedo dal Craiglockhart War Hospital.

#### The Man Who Stayed at Home
The Man Who Stay at Home, un'opera teatrale del 1914 di J. E. Harold Terry e Lechmere Worrall, è stata ribattezzata The White Feather quando è stata rappresentata nel Nord America. Il personaggio del titolo è un agente segreto britannico che è falsamente percepito come un vigliacco per il suo rifiuto di arruolarsi come soldato.

### Nella musica
L'Ordine della Piuma Bianca è stato l'ispirazione per la canzone dei Wedding Parties Anything "Scorn of the Women", che riguarda un uomo che è ritenuto medicalmente inadatto al servizio quando tenta di arruolarsi, ed è ingiustamente accusato di vigliaccheria.
Nel 1983, la band Kajagoogoo pubblicò il loro album d'esordio chiamato White Feathers, di cui era prima traccia quella del titolo, un'allegoria leggera per gente debole, mentre la traccia finale, Frayo, aveva un sapore politico, riferendosi alla codardia come causa di un immutabile mondo dilaniato dalla guerra.

## Simbolo di pace e pacifismo
Inoltre, in maniera del tutto contrastante, la piuma bianca è stata usata da alcune organizzazioni pacifiste come un segno di innocuità.
Nel 1870, il profeta Maori di resistenza passiva Te Whiti o Rongomai promosse l'uso di piume bianche dai suoi seguaci a Parihaka. Sono ancora indossati dagli iwi associati a quell'area e da Te Ati Awa a Wellington. Sono conosciuti come te raukura, che letteralmente significa la piuma rossa, ma metaforicamente, la piuma principale. Di solito sono in numero di tre, interpretati come "gloria a Dio, pace sulla terra, benevolenza verso le persone" (Luca 2:14). Le piume di albatro sono preferite, ma tutte le piume bianche sono accettate. Di solito sono indossate nei capelli.
Qualche tempo dopo la guerra, i pacifisti trovarono un'interpretazione alternativa della piuma bianca come simbolo di pace. La storia apocrifa racconta che nel 1775, i quaccheri in una riunione a Easton, New York, furono affrontati da una tribù di indiani sul piede di guerra. Piuttosto che fuggire, i quaccheri si zittirono e attesero. Il capo indiano entrò nella casa della riunione e non trovando armi dichiarò i quaccheri come amici. Quando se ne andò, prese una piuma bianca dalla sua faretra e la attaccò alla porta come segno per lasciare l'edificio illeso.
Nel 1937 la Peace Pledge Union vendette 500 medaglie di piume bianche come simboli di pace.

## Altri significati
Negli Stati Uniti, la penna bianca è diventata anche un simbolo di coraggio, perseveranza e abilità di combattimento di livello superiore. Il suo "indossatore" più rilevante è stato il sergente dei marines statunitensi Carlos Hathcock, che ha ricevuto la Silver Star per il coraggio durante la guerra del Vietnam. Hathcock raccolse una piuma bianca in missione e indossò il cappello per schernire il nemico. Era talmente temuto dalle truppe nemiche che gli misero una taglia. La sua veste con copricapo da combattimento ostentava un bersaglio facile e beffardo per i cecchini nemici.